# Embalse de Santa Fe
El embalse de Santa Fe es una infraestructura hidráulica española construida en el arroyo de Santa Fe, afluente del río Tordera, en el municipio de Fogás de Monclús, en la montaña del Montseny, entorno de Santa Fe, donde se encuentra la ermita del mismo nombre, del siglo XIII, y el Hotel Santa Fe, de 1914, a unos mil metros de altitud, en la comarca del Vallés Oriental, en la provincia de Barcelona, Cataluña.
El embalse se alimenta de varias rieras, entre las que destaca la de Santa Fe, que nace poco antes de la riera de Passavets, que procede del Turó de l'Home. Tras el embalse, la riera de Santa Fe desciende rápidamente hasta la Central de Dalt y después del Gorg Negre se convierte en el arroyo de Gualba, que tras atravesar la población de Gualba desemboca en el río Tordera.

## Historia
A principios del siglo XX, Ramón de Montaner, editor de Barcelona, compró el valle de Santa Fe a la familia Alfaras, de San Celoni. Su objetivo era construir un hotel de lujo que se inició en 1910. Para obtener electricidad hizo construir una presa en la riera de Santa Fe, unos centenares de metros aguas abajo del Hotel Santa Fe, en un lugar conocido como Estanyol. Enseguida se dieron cuenta de que no sería suficiente y en 1920 acometieron la construcción del actual pantano, que se terminó en 1935.
La presa actual tiene una altura de 24 metros y 14 metros de base, con una capacidad de 899.000 m³.
El arquitecto fue Pere Domènech i Roura. El hotel se construyó en 1914 al lado de la ermita románica, documentada en 1231. Para la obra se usó granito obtenido del mismo valle.
A principios de la década de 1990, la empresa PICSSA (Polígono Industrial Can Sedó, S.A.), compra la presa, que llevaba años abandonada, apoyándose en la Ley de centrales. Esto comportó una serie de reparaciones, impermeabilización, rehabilitación de la coronación de la presa y de las dos centrales, el desagüe y la galería.